# 궁합 (영화)
"궁합"은 2018년에 개봉한 대한민국의 영화이다.

## 캐스팅
- 심은경 : 송화옹주 역
- 이승기 : 서도윤 역
- 김상경 : 왕 역
- 연우진 : 윤시경 역
- 강민혁 : 강휘 역
- 최우식 : 남치호 역
- 조복래 : 이개시 역
- 박선영 : 영빈 역
- 이윤건 : 박인 역
- 김도엽 : 조유상 역
- 박충선 : 장내시 역
- 이용녀 : 한상궁 역
- 조수향 : 만이 역
- 조정은 : 백이 역
- 이수지 : 말년 역
- 손종학 : 조대감 역
- 박지일 : 윤현 역
- 주다영 : 여희 역
- 박호산 : 도승지 역
- 송영재 : 관상감 교수 역
- 한갑수 : 대신 역
- 김서현 : 예판 역
- 김주헌 : 육손 역
- 김호준 : 도윤 부하 역
- 유정호 : 관상감 훈도 역
- 최승일 : 김참판 역
- 노현주 : 김참판 집 여종 역
- 조미녀 : 김참판 딸 역
- 박원호 : 상문 역
- 신혜경 : 무심 역
- 하유미 : 으아리 조카 역
- 손지윤 : 송화처소 궁녀 1 역
- 한수연 : 송화처소 궁녀 2 역
- 한성연 : 송화처소 궁녀 3 역
- 장지선 : 송화처소 궁녀 4 역
- 장혜숙 : 조상궁 역
- 조성환 : 내시 역
- 박옥출 : 저잣거리 엄마 역
- 최문수 : 주모 역
- 이겨울 : 여희부마 역
- 송광원 : 공주 1 부마 역
- 이선빈 : 공주 1 역
- 이슬아 : 공주 2 역
- 전아름 : 공주 3 역
- 조만주 : 공주 4 역
- 박채경 : 연회 추파 궁녀 역
- 이재국 : 바람피는 관리 역
- 김정겸 : 개시 조수 역
- 강현우 : 조대감 집 하인 역
- 신덕규 : 시경 동료 1 역
- 서우진 : 시경 동료 2 역
- 최준호 : 시경 동료 3 역
- 정인태 : 시경 동료 4 역
- 윤진하 : 저잣거리 사람 1 역
- 최교식 : 저잣거리 사람 2 역
- 우범진 : 저잣거리 사람 3 역
- 한우진 : 저잣거리 사람 4 / 목소리출연 역
- 이원욱 : 저잣거리 사람 5 역
- 이영수 : 간택 접수처 앞 남자 1 역
- 권반석 : 간택 접수처 앞 남자 2 역
- 김성훈 : 간택 접수처 앞 남자 3 역
- 구민혁 : 간택 접수처 경상도 남자 역
- 윤민수 : 간택 접수처 제주도 남자 역
- 곽진 : 부마후보 2 역
- 서명균 : 부마후보 3 역
- 조재이 : 부마후보 4 역
- 조우람 : 부마후보 5 역
- 임성표 : 부마 간택 심사단 1 역
- 손성찬 : 부마 간택 심사단 2 역
- 홍석연 : 간택 접수처 노인 역
- 김옥경 : 수기생 역
- 임윤정 : 자향각 기녀 역
- 한지안 : 자향각 기생 1 역
- 이주연 : 자향각 기생 2 역
- 이지민 : 자향각 기생 3 역
- 신하연 : 자향각 기생 4 역
- 이소현 : 자향각 기생 5 역
- 강소이 : 자향각 기생 6 역
- 윤예원 : 자향각 기생 7 역
- 윤송아 : 자향각 기생 8 역
- 김봉조 : 자향각 선비 1 역
- 정천석 : 자향각 선비 2 역
- 판유걸 : 자향각 한량 1 역
- 김욱 : 자향각 한량 2 역
- 양병열 : 자향각 한량 3 역
- 황두하 : 남치호집 하인 역
- 정재훈 : 시경부하 1 역
- 박춘근 : 궁궐 수문장 역
- 양남철 : 의원 역
- 김상혁 : 청나라 사신 1 역
- 주양균 : 청나라 사신 2 역
- 이동희 : 포구사람 역
- 박찬훈 : 사관 역
- 안택균 : 저잣거리 미남 역
- 유지서 : 저잣거리 미녀 역
- 이정현 : 저잣거리 추남 1 역
- 이상진 : 저잣거리 추남 2 역
- 변부의 : 저잣거리 추녀 1 역
- 서진솔 : 저잣거리 추녀 2 역
- 주영심 : 인원왕후 역
- 김분례 : 정성왕후 역
- 주윤수 : 영의정 역
- 고니 : 닭똥줍는 하인 역
- 최우진 : 세자 역
- 안지호 : 덕구 역
- 이한서 : 어린 송화 역
- 이나윤 : 어린 만이 역
- 박준서 : 어린 백이 역
- 장대웅 : 아이 1 역
- 백승호 : 아이 2 역
- 임예슬 : 아이 3 역
- 황준우 : 아이 4 역
- 곽지혜 : 시경집 시종 아이 역
- 이수연 : 생각시 1 역
- 이서연 : 생각시 2 역
- 김가은 : 남치호집 아이 1 역
- 이지성 : 남치호집 아이 2 역
- 백승찬 : 남치호집 아이 3 역
- 정민규 : 남치호집 아이 4 역
- 정인영 : 남치호집 아이 5 역
- 홍동영 : 저잣거리 아이 역
- 김윤섭 : 엿장수 아이 역
- 김보경 : 혼례식 궁녀 역
- 노은솔 : 혼례식 궁녀 역
- 배지혜 : 혼례식 궁녀 역
- 이수윤 : 혼례식 궁녀 역
- 유다영 : 혼례식 궁녀 / 목소리출연 역
- 허나경 : 혼례식 궁녀 / 목소리출연 역
- 전승화 : 목소리출연 역
- 최인철 : 목소리출연 역
- 문우빈 : 목소리출연 역
- 김치우 : 목소리출연 역
- 박진주 : 옥희 역 (우정출연)
- 민호 : 서가윤 역 (특별출연)
- 윤유선 : 으아리 역 (특별출연)

## 같이 보기
- 2018년 대한민국의 영화 목록